# 尹致旺
尹致旺（韓語：윤치왕，1895年2月17日—1982年12月21日）是韓国朝鮮日占期和大韓民國的醫師。韓國歷史上早期的近代識妇产科醫師和妇产科學者之一。本貫海平尹氏，字聖雲，號南圃。韓國獨立運動家和政治人尹致昊的異母弟弟及尹致昌的同母親兄。

## 生平
尹致旺是朝鮮的武臣尹雄烈的庶子出生同他的異母姉2人和異母兄尹致昊是有存。同母兄1人的早卒和同母弟第尹致昌的出生。他的青年期的英國留學及格拉斯哥大学卒業。但是英國生活中人種差別大優，失亡後歸國。
他的異母兄為尹致昊，1927年11月於世富兰偲医学专门学校擔任講師，1930年升為同校敎授。他是韓國早期的男性婦產科醫師之一。歷任延禧專門學校醫學部敎授（1934年－1944年），世富蘭偲醫院院長（1938年－1940年），1942年任永同救世軍醫院院長。1948年加入大韓民國國軍，任陸軍醫官中校。
1949年7月任上校，同月任第一陸軍醫院院長。1950年8月任陸軍醫務監，1951年晉升為陸軍准將，1953年5月陸軍少將。1953年9月國軍軍醫學校敎長，1954年3月醫院基地司令部司令和1954年6月慶尚南道地區衛戌地域司令等。1956年任陸軍第二軍管區司令官，1960年退役。

## 著作
- 《月經痛》
- 《国家和国民保健》

## 外部連結
- 尹致旺 （页面存档备份，存于） 
- （页面存档备份，存于） 고 윤치왕 교수/곽현모 명예교수 대한의학회 명예의 전당 헌정, 연세의료원소식 [657호] 
- （页面存档备份，存于） 군진의학의 토대를 다진 - 윤치왕 의사신문 2011.07.07 